# The Dells
The Dells byla rhythm and bluesová kapela, která skórovala ve čtyřech dekádách, v padesátých, šedesátých, sedmdesátých a osmdesátých letech minulého století. Kapela se zformovala v roce 1952. Kapelu tvořil Marvin Junior, Chuck Barksdale, Mickey McGill, Verne Allison. Mezi jejich repertoár kromě R&B mimo jiné patří disco, jazz a soulová hudba. Mezi jejich největší hity patří píseň „Oh What a Night“ z roku 1957.
V roce 2004 byli uvedeni v Rock and Roll Hall of Fame a Vocal Group Hall of Fame (síně slávy).

## Alba
Vee-Jay
- 1957: Oh What a Night
- 1965: It's Not Unusual

Cadet (Chess)
- 1968: There Is
- 1969: Love Is Blue
- 1969: The Dells' Musical Menu/Always Together
- 1970: The Dells' Greatest Hits
- 1971: Like It Is, Like It Was
- 1971: Freedom Means
- 1972: Sweet As Funk Can Be
- 1972: The Dells Sing Dionne
- 1973: Give Your Baby a Standing Ovation
- 1973: The Dells
- 1974: The Mighty Mighty Dells
- 1975: The Dells vs. The Dramatics
- 1975: The Dells' Greatest Hits Volume 2

Mercury
- 1975: We Got To Get Our Thing Together
- 1976: No Way Back
- 1977: They Said It Couldn't Be Done But We Did It
- 1977: Love Connection

ABC
- 1978: New Beginnings
- 1979: Face to Face

20th Century Fox
- 1980: I Touched a Dream
- 1981: Whatever Turns You On